# Ögärdet
Ögärdet är en by i Okome socken,  Falkenbergs kommun.